# Erich Rademacher
Fritz Albert Erich „Ete” Rademacher (ur. 9 stycznia 1901 w Magdeburgu, zm. 3 kwietnia 1979 w Stuttgarcie) – niemiecki piłkarz wodny i pływak, trzykrotny medalista olimpijski. Brat Joachima.
Jako waterpolista w 1928 w Amsterdamie wspólnie z kolegami został mistrzem olimpijskim. Cztery lata później znalazł się wśród srebrnych medalistów igrzysk w tej konkurencji. Był medalistą mistrzostw Europy w 1926 i 1931.
Na podium mistrzostw kontynentu stawał także w konkurencjach pływackich (mistrzostwo w 1926 na 200 metrów żabką). Specjalizował się w stylu klasycznym, był wielokrotnym rekordzistą świata i mistrzem kraju. Na IO 28 zajął drugie miejsce w rywalizacji na 200 m żabką, przegrywając z Japończykiem Yoshiyukim Tsurutą. Startował w barwach klubu SC Hellas Magdeburg. W 1972 został przyjęty do International Swimming Hall of Fame.
W czasie II wojny światowej walczył na froncie wschodnim.